# Abakus (liczydło)

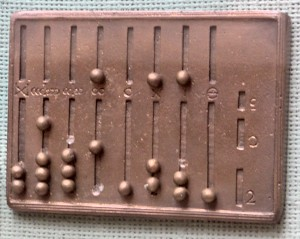
Rekonstrukcja rzymskiego abakusa z brązu

Abakus lub abak (łac. abacus, gr. ἄβαξ, ábax – deska) – deska z wyżłobionymi rowkami, które symbolizowały kolejne potęgi dziesięciu. Ułatwiał liczenie, używany w Rzymie i Grecji od 440 p.n.e. do XVIII wieku – prekursor liczydła i maszyn liczących. Był używany także w innych krajach Europy.
Obliczeń dokonywano poprzez wkładanie i przekładanie kamyków w rowkach. Zasada liczenia była taka sama jak na liczydle. Jedną z odmian abaku, stanowiącą poważne udoskonalenie, przypisywali Rzymianie pitagorejczykom i nazwali mensa pythagoreana (stół pitagorejski). Chińczycy używali liczydła zwanego suanpan. Nie ma pewności, czy jest ono wytworem własnym pomysłowości chińskiej, czy też powstało na bazie abakusa rzymskiego. Odmiana japońska nosi nazwę soroban (jap. 算盤).

## Historia
Początkowo ludzie do liczenia używali palców. Wraz z rozwojem handlu (handlarze potrzebowali sposobu określania zarówno liczby sprzedanych/zakupionych dóbr, jak też ich kosztu) pojawiła się potrzeba korzystania z większych liczb i zaczęto używać kamyków i patyczków do ich oznaczania. Najpierw korzystano z systemu jedynkowego (jeden kamyk oznaczający jeden obiekt), z czasem zaczęto różnicować kształty używanych przedmiotów na oznaczenie różnych rodzajów obiektów lub różnych liczności (początki systemów pozycyjnych) – kamyki w jednym kształcie oznaczające cyfrę jedności, w innym – cyfrę dziesiątek itd.
Pierwsze abakusy były bardzo nietrwałe – często rysowane w piasku lub na drewnie. Najstarszym odnalezionym przykładem abakusa jest tabliczka znaleziona w 1846 roku na wyspie Salaminie (Grecja), którą datuje się na III wiek p.n.e. Jest to marmurowa tabliczka o wysokości 149 cm, szerokości 75 cm i grubości 4,5 cm, składająca się z dwóch grup linii poziomych (pięć w górnej części tabliczki, jedenaście w dolnej), przedzielonych linią pionową, oraz trzech zestawów symboli greckich, umieszczonych wzdłuż lewej, prawej oraz dolnej krawędzi płytki.
Abakusy nadal są powszechnie wykorzystywane przez kupców, przedsiębiorców i urzędników w Azji oraz zamiast działań pisemnych w przypadku nauczania osób niewidomych. Istnieją badania wskazujące, że nawet wizualizowanie układu abakusa (szczególnie w układzie japońskim) pozwala na wykonywanie szybszych obliczeń (m.in. dlatego, że obliczenia na abakusie angażują obie półkule mózgowe, zaś pisemne – tylko lewą).

## Wygląd i działanie
Abakus grecki składa się z dwóch grup linii poziomych przedzielonych pionową. Na dolnych liniach odliczano mantysę liczby ułamkowej, na górnej zaś wykładnik.
Abakus rzymski składa się z kolumn odpowiadającym odpowiednim pozycjom dziesiętnym. Każda kolumna składa się z dwóch części: w dolnej jest po pięć kamyków, w górnej – dwa. Osobna kolumna służyła do reprezentacji ułamków.

### Reprezentacja liczb
Linie (umieszczone na nich kamienie) wyznaczają wartości odpowiadające kolejnym potęgom liczby 10, a przestrzeń między nimi odpowiadała za połowę wartości górnej linii.
Aby ograniczyć liczbę potrzebnych kamyków, umieszczenie ich po lewej stronie pionowej linii oznaczało wartości ujemne. Tak więc na oznaczenie liczby 9 zamiast pięciu kamyków (5+1+1+1+1) wystarczyło użyć dwóch (10-1).

### Dodawanie
Aby dodać do siebie dwie liczby, odkłada się jedną z nich na abakusie, po czym rozsuwa na boki i na środku układa drugą z nich. Dodawanie polega na połączeniu i normalizacji „zapisu”, tak aby korzystać z możliwie małej liczby kamyków:
- jeśli na jednej wysokości po obu stronach znajduje się kamyk, oba zdejmujemy (np.: -5 + 5 = 0 lub ogólnie: – x + x = 0 = zdjęcie obu kamyków z abakusa),
- z dwóch kamyków po jednej stronie pomiędzy dwiema liniami jeden zdejmujemy, drugi kładziemy na linii nad nimi (np.: -5 + (- 5)=2*(-5)=-10 lub=ogólnie x + x = 2x = linia nad iksami),
- jeśli na linii znajdą się trzy kamyki po jednej stronie, jeden kładziemy nad tą linią, a dwa przenosimy na drugą stronę (3 = 5 – 2),
- mając jeden kamyk na linii i drugi pod linią po drugiej stronie, dolny przekładamy na drugą stronę, górny zdejmujemy (10 – 5 = 5).

### Odejmowanie
Ponieważ liczba ujemna jest symetrycznym odbiciem względem pionowej linii, aby uzyskać liczbę ujemną, wystarczy przemieścić kamyki na drugą stronę. Zatem aby odjąć liczbę, wystarczy dodać liczbę przeciwną.

### Mnożenie
Mnożenie na abakusie rozbija się na mnożenie przez kolejne pozycje. Liczby mnożone układamy na dwóch abakusach (lub jednym, rozdzielając je jak w przypadku innych działań), wynik zaś budujemy na kolejnym. Zaczynamy od kamyków składających się na mnożnik ułożonych na liniach abakusa. Dla każdej pozycji: kopiujemy mnożną na abakus wynikowy, za linię jednostek przyjmując linię, na której znajduje się kamyk mnożnika przez który mnożymy. Zdejmujemy kamyk z mnożnika i normalizujemy dotychczasowy wynik.
Gdy wyczerpiemy kamyki znajdujące się na liniach wyznaczających potęgi 10, pozostaje pomnożyć przez kamyki w pozycjach pomiędzy liniami. W tym celu mnożymy mnożnik przez 2 (przesuwając pozostałe kamyki na linie znajdujące się bezpośrednio nad nimi), mnożną zaś dzielimy przez 2:
- jeśli na danej wysokości były dwa kamyki, zdejmujemy jeden z nich,
- kamyk z linii zastępujemy jednym położonym w przestrzeni poniżej (o dwukrotnie mniejszej wartości),
- kamyk z przestrzeni pomiędzy liniami zastępujemy dwoma położonymi na linii poniżej i jednym położonym na przestrzeni poniżej (np. 50 zastępujemy poprzez 2*10 + 5).

### Dzielenie
Dzielenie na abakusie bazuje na mnożeniu. W miejscu wyniku mnożenia pojawia się dzielna, w miejscu mnożnej – dzielnik. Obliczenie polega na dobieraniu możliwie najwyższej pozycji kamyka w wyniku (miejsce mnożnika przy mnożeniu) i odejmowaniu wartości uzyskanej z pomnożenia tej pozycji przez dzielnik od dzielnej. Jeśli dzielna w trakcie obliczeń stanie się ujemna, następny kamyk ustawiamy po ujemnej stronie wyniku i postępujemy analogicznie.